# High-reeve
High-reeve (staroengleski: hēahgerēfa) je bio naslov koje su bili uzeli neki anglosaski magnati u 10. i 11. stoljeću. Posebice ih se povezuje s vladarima Bamburgha. Ipak, bamburški vladari nisu bili jedini koji su se služili tim naslovom. Primjerice, mnoštvo je inih high-reevova za koje se zna, kao što je Ordulf "High-Reeve Dumnonije".